# In the Year of the Pig
In the Year of the Pig (en español: En el año del cerdo) es un documental estadounidense dirigido por Emile de Antonio sobre la participación estadounidense en la guerra de Vietnam. Se estrenó en 1968 mientras Estados Unidos estaba en medio de su compromiso militar y fue políticamente controvertido. Un año después, la película fue nominada al Óscar a la Mejor Película Documental. En 1990, Jonathan Rosenbaum caracterizó la película como «el primero y mejor de los principales documentales sobre Vietnam».
La película, filmada en blanco y negro, contiene mucho metraje histórico y numerosas entrevistas. Entre los entrevistados se encuentran Harry Ashmore, Daniel Berrigan, Philippe Devillers, David Halberstam, Roger Hilsman, Jean Lacouture, Kenneth P. Landon, Thruston B. Morton, Paul Mus, Charlton Osburn, Harrison Salisbury, Ilya Todd, John Toller, David K. Tuck, David Wurfel y John White.
Producido durante la guerra de Vietnam, el documental fue recibido con hostilidad por muchos grupos de audiencia, recibiendo amenazas de bomba y vandalismo dirigido contra los cines que lo proyectaban.

## Medios domésticos
In the Year of the Pig se publicó en DVD en 2005. Además de la película, el DVD contiene comentarios de audio del director Emile de Antonio compuestos a partir de fuentes de archivo, una entrevista con de Antonio y notas del académico estudioso de su obra Douglas Kellner.

## Influencias
Una fotografía fija empleada en la película, en la que aparecía el cabo de los marines Michael Wynn, se incorporó más tarde a la portada del segundo álbum de The Smiths, Meat Is Murder (1985). El texto sobre el casco de Wynn, que originalmente decía «Make war, not love» (en español: «Haz la guerra, no el amor»), se cambió por «Meat is murder» (en español: «La carne es asesinato»).